# Gare d'Araga-Kashinokidai
Pour les articles homonymes, voir Araga.
La gare d'Araga-Kashinokidai (荒河かしの木台駅, Araga-Kashinokidai-eki) est une gare ferroviaire localisée dans la ville de Fukuchiyama, dans la préfecture de Kyoto, au Japon. La gare est exploitée par la compagnie Kyoto Tango Railway, sur la ligne Miyafuku .

## Service des voyageurs

### Desserte
La gare d'Araga-Kashinokidai est une gare disposant de deux quais et de deux voies
| N° de voie | Ligne          | Direction   |
| ---------- | -------------- | ----------- |
| 1          | ▆ KTR Miyafuku | Miyazu      |
| 2          | ▆ KTR Miyafuku | Fukuchiyama |

| Kyoto Tango Railway |                |                |                |                                    |
| Direction Miyazu    | Ligne Miyafuku | Ligne Miyafuku | Ligne Miyafuku | Direction Fukuchiyama              |
| Maki F04            |                | -              |                | Fukuchiyama-Shimin-Byōin-Guchi F02 |